# Dharche
Dharche (en népalais : धार्चे) est une municipalité rurale du Népal située dans le district de Gorkha. Au recensement de 2011, elle comptait 13 229 habitants.
Elle regroupe les anciens comités de développement villageois de Kerauja, Uiya, Laprak, Gumda, Kashigaun et Lapu.